# John Costelloe
John A. Costelloe (New York, 8 november 1961 - aldaar, 18 december 2008) was een Amerikaans acteur die vooral bekend was van zijn rol in de serie The Sopranos. Hij speelde hierin de homoseksuele restauranteigenaar Jim Witowski, de geliefde van Vito Spatafore.
Costelloe stierf op 18 december 2008, nadat hij zichzelf neerschoot in zijn huis in Sunset Park in Brooklyn. Hij werd 47 jaar oud.

## Geselecteerde filmografie
- Doubt (2008) als Warren Hurley
- The Sopranos (2006) als Jim Witowski (4 afleveringen)
- Law & Order (2000) als Colin Parnell (1 aflevering)
- Billy Bathgate (1991) als Lulu
- Die Hard 2 (1990) als Sergeant Oswald Cochrane
- Last Exit to Brooklyn (1989) als Tommy
- Black Rain (1989) als The Kid